# العلاقات الإسرائيلية الدومينيكانية
العلاقات الإسرائيلية الدومينيكانية هي العلاقات الثنائية التي تجمع بين إسرائيل وجمهورية الدومينيكان.

## مقارنة بين البلدين
هذه مقارنة عامة ومرجعية للدولتين:
| وجه المقارنة                                              | إسرائيل                                                             | جمهورية الدومينيكان |
| --------------------------------------------------------- | ------------------------------------------------------------------- | ------------------- |
| المساحة (كم2)                                             | 20.77 ألف                                                           | 48.67 ألف           |
| عدد السكان (نسمة)                                         | 8.89 مليون                                                          | 10.40 مليون         |
| الكثافة السكانية (ن./كم²)                                 | 428.02                                                              | 213.68              |
| العاصمة                                                   | القدس                                                               | سانتو دومينغو       |
| اللغة الرسمية                                             | اللغة العبرية، اللغة العربية                                        | اللغة الإسبانية     |
| العملة                                                    | شيكل إسرائيلي جديد، شيكل إسرائيلي قديم، جنيه فلسطيني، جنيه إسرائيلي | بيزو دومنيكاني      |
| الناتج المحلي الإجمالي (بليون دولار)                      | 350.85 مليار                                                        | 75.93 مليار         |
| الناتج المحلي الإجمالي (تعادل القوة الشرائية) بليون دولار | 306.51 مليار                                                        | 149.89 مليار        |
| الناتج المحلي الإجمالي الاسمي للفرد دولار أمريكي          | 35.73 ألف                                                           | 6.47 ألف            |
| الناتج المحلي الإجمالي للفرد دولار أمريكي                 | 36.58 ألف                                                           | 13.26 ألف           |
| مؤشر التنمية البشرية                                      | 0.899                                                               | 0.715               |
| رمز المكالمات الدولي                                      | +972                                                                | +1809، +1829، +1849 |
| رمز الإنترنت                                              | .il                                                                 | .do                 |
| المنطقة الزمنية                                           | توقيت إسرائيل، Israel Summer Time ‏                                  | 00                  |

## مدن متوأمة
في ما يلي قائمة باتفاقيات التوأمة بين مدن إسرائيلية ودومينيكانية:
- ترتبط حيفا مع سانتو دومينغو باتفاقية توأمة منذ 1972.[16][16][17][17]

## منظمات دولية مشتركة
يشترك البلدان في عضوية مجموعة من المنظمات الدولية، منها:
| علم المنظمة | اسم المنظمة                        | تاريخ انضمام إسرائيل | تاريخ انضمام جمهورية الدومينيكان |
| ----------- | ---------------------------------- | -------------------- | -------------------------------- |
|             | مؤسسة التنمية الدولية              | 22 ديسمبر 1960       | 16 نوفمبر 1962                   |
|             | الأمم المتحدة                      | 11 مايو 1949         | 24 أكتوبر 1945                   |
|             | منظمة التجارة العالمية             | 21 أبريل 1995        | ?                                |
|             | منظمة الشرطة الجنائية الدولية      | ?                    | ?                                |
|             | البنك الدولي للإنشاء والتعمير      | 12 يوليو 1954        | 18 سبتمبر 1961                   |
|             | الاتحاد البريدي العالمي            | ?                    | ?                                |
|             | مؤسسة التمويل الدولية              | 26 سبتمبر 1956       | 31 أكتوبر 1961                   |
|             | وكالة ضمان الاستثمار متعدد الأطراف | 21 مايو 1992         | 7 مارس 1997                      |
|             | يونسكو                             | 16 سبتمبر 1949       | 4 نوفمبر 1946                    |

## وصلات خارجية
- موقع وزارة الخارجية الإسرائيلية